# Phiên mã

Trong quá trình phiên mã, enzym RNA-pôlymêraza (RNA-pol) đang trượt trên DNA, lấy mạch mã gốc (nét thẳng đen) làm khuôn, tổng hợp nên bản mã phiên (nét xanh) là RNA thông tin (mRNA).

Trong sinh học phân tử và di truyền học, phiên mã là quá trình tổng hợp RNA từ mạch khuôn của gen. Trong quá trình này, trình tự các đêôxyribônuclêôtit ở mạch khuôn của gen (bản chất là DNA) được chuyển đổi (phiên) thành trình tự các ribônuclêôtit của RNA theo nguyên tắc bổ sung.
Thuật ngữ này dịch từ nguyên gốc tiếng Anh: transcription (phát âm IPA: /træn'skrɪpʃən/, tiếng Việt: t'ran-crip-sân), trước kia (khoảng trước 2004) ở Việt Nam dịch là giải mã, nay đã thống nhất toàn quốc dịch là phiên mã.
Vì có nhiều loại RNA khác nhau (như mRNA, tRNA, rRNA, snRNA, tmRNA v.v), nhưng chỉ có mRNA (RNA thông tin) là bản phiên mã dùng làm khuôn để dịch mã di truyền thành trình tự các amino acid trong chuỗi pôlypeptit, từ đó tạo ra sản phẩm quan trọng nhất là prôtêin, nên - theo nghĩa hẹp và thường dùng - thì phiên mã là quá trình tổng hợp mRNA.
Quá trình này chỉ diễn ra khi có vai trò tham gia của các nhân tố phiên mã, trong có vai trò chủ chốt thuộc về enzym phiên mã,tạo thành nhóm enzym gọi là RNA-pôlymêraza.

## Thành phần tham gia
Quá trình phiên mã rất phức tạp, nhưng đã được nghiên cứu tường tận và hiểu biết chi tiết, nhất là ở đối tượng là trực khuẩn E. coli. Tuy nhiên, nhiều nhà khoa học đã thực hiện phiên mã ngoài tế bào sống, tức là phiên mã in vitro trong phòng thí nghiệm. Ở đó, quá trình phiên mã cần tối thiểu những thành phần sau.
- Nguyên vật liệu: các NTP (nucleoside triphosphate) chính là các ribônuclêôtit A, U, G và X (hay C tức cytosine) đã được hoạt hoá, gồm: ATP, UTP, GTP và CTP.
- Enzym ARN pôlymêraza.
- ADN mạch khuôn.

Ngoài ra, bắt buộc phải có:
- Nước cất làm dung môi với các thành phần trên ở tỉ lệ thích hợp.
- Diethyl pyrocarbonate (DEPC) hay diethyl dicarbonate (tên theo IUPAC) để khử hoạt tính RNase (enzym ribônuclêôtiđaza) trong dung dịch và xử lí các dụng cụ thí nghiệm.
- pH và nhiệt độ ủ thích hợp (thường là 37oC).

## Diễn biến

### Tổng quan

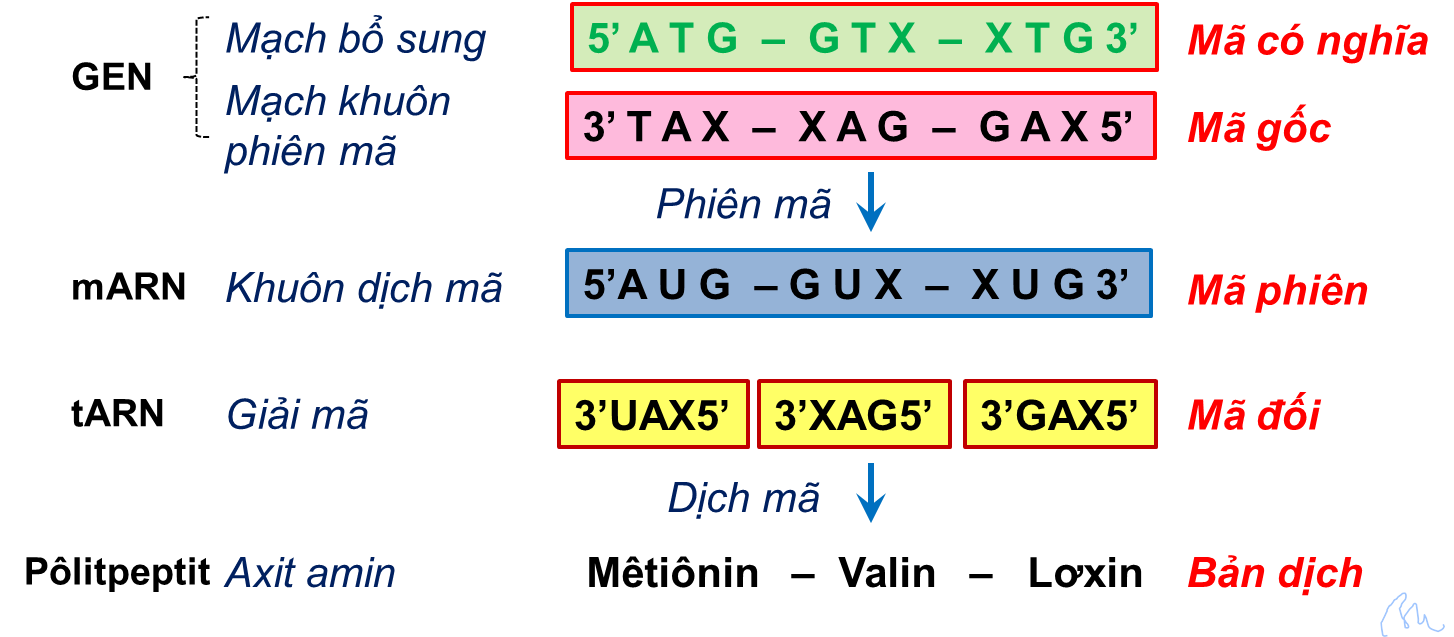
Tổng quan về phiên mã và dịch mã.

- Một mạch đơn gen (mạch đối nghĩa) - Sinh học phổ thông Việt Nam gọi là mạch gốc[4] - gồm các đêôxyribônuclêôtit, sẽ được RNA-pôlymêraza dùng làm khuôn, để tổng hợp nên các ribônuclêôtit theo nguyên tắc bổ sung. Trong quá trình này, chuỗi trình tự đêôxyribônuclêôtit được chuyển đổi thành chuỗi trình tự các ribônuclêôtit, ví dụ: A-T-G-X tạo nên U-A-X-G. Do đó gọi là phiên, chứ không phải là chép hoặc dịch.
- Chuỗi ribônuclêôtit bổ sung cho mã gốc vốn là mạch đối nghĩa, nên trực tiếp mang mã di truyền (bản mã phiên). Sau khi được tổng hợp hợp xong, bản mã phiên sẽ tách khỏi mã gốc, ra khỏi vùng nhân để tRNA giải mã thành bản dịch là chuỗi pôlypeptit.

### Các bước chính
- Ở tế bào nhân sơ (như vi khuẩn), quá trình phiên mã gồm 3 giai đoạn sau, khi đã qua giai đoạn chuẩn bị.

Chuẩn bị: Hệ enzym tháo xoắn DNA (Tôpôizômêraza và Hêlicaza) gỡ xoắn và tách DNA khuôn ở đoạn có gen cần phiên. Sau đó phiên mã mới có thể tiến hành.
1. Khởi đầu – Enzim RNA-pôlymeraza bám vào đoạn khởi đầu ở vùng điều hòa của gen, chọn mạch khuôn rồi bắt đầu trượt dọc theo mạch này theo chiều 3'- 5' để sẵn sàng tổng hợp RNA.
2. Kéo dài – RNA-pôlymeraza vừa trượt dọc trên mạch khuôn gen theo chiều 3'- 5', vừa lắp các ribônuclêôtit tự do vào mạch khuôn theo nguyên tắc bổ sung, rồi sử dụng ATP để gắn các ribônuclêôtit vừa được lắp trên mạch khuôn với nhau bằng liên kết phôtphođieste, tạo nên chuỗi pôlyribônuclêôtit mới theo hướng 5'-3'. Đoạn nào trên gen đã phiên mã xong đóng xoắn lại ngay. Ở bước này, chuỗi pôlyribônuclêôtit được dài dần ra, nên được gọi là giai đoạn kéo dài (elongation),[9] cũng là giai đoạn lâu nhất trong toàn bộ quá trình.
3. Kết thúc – Khi RNA-pôlymeraza  trượt tới tín hiệu kết thúc trên gen thì dừng phiên mã và tách khỏi gen, phân tử RNA vừa tạo thành được giải phóng, đồng thời đoạn gen bị tách "khép" lại rồi trở thành cấu trúc xoắn kép như trước.

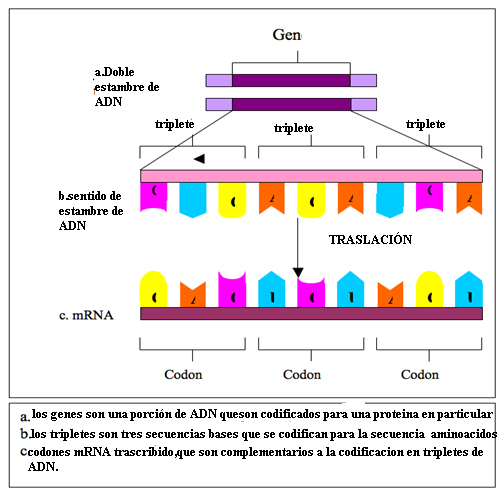
Kết quả phiên mã. Trong hình, thuật ngữ "triplet" và "codon" đều nghĩa là bộ ba.

Vì sự "lắp ráp" các nguyên liệu là ribônuclêôtit tự do (A, U, G và X) vào mạch khuôn diễn ra theo nguyên tắc bổ sung (A-U, G-X, T-A và X-G), nên bản phiên sẽ mang mã di truyền trực tiếp quy định vị trí mỗi amino acid theo đúng các bộ ba (codon) mà nó có.
- Phiên mã ở sinh vật nhân thực và nhân sơ về cơ bản là giống nhau theo các giai đoạn vừa trình bày. Những điểm khác nhau về phiên mã giữa nhân thực và nhân sơ rất nhiều, nhưng tóm tắt như sau.

•        Phiên mã ở nhân sơ nói chung, chỉ cần một loại enzym RNA-pôlymeraza xúc tác, kể cả phiên ra mRNA hay tRNA hoặc rRNA. Nhưng ở nhân thực có nhiều loại enzim khác nhau cùng tham gia: mỗi loại RNA (mRNA, tRNA và rRNA) khi phiên mã được xúc tác bởi một loại RNA-pôlymeraza riêng.
•        Do vi khuẩn (nhân sơ) không có màng nhân, nên bản phiên mã mRNA ngay cả khi chưa được tổng hợp xong đã có thể được làm khuôn dịch mã ngay, nghĩa là phiên mã và dịch mã coi như là có thể cùng lúc, do đó phiên mã xong thì có thể dịch mã cũng hoàn tất.
•        Ngay sau khi RNA được tạo thành xong, thì ở nhân sơ, RNA này được sử dụng ngay trong tế bào. Nhưng ở nhân thực, thì chuỗi pôlyribônuclêôtit mới chỉ là phân tử RNA sơ khai, phải qua quá trình chế biến, thì mới tạo ra mRNA trưởng thành, rồi mRNA trưởng thành này đi qua lỗ trên màng nhân mà vào mạng lưới nội chất để làm khuôn dịch mã. Trong quá trình này, phân tử mRNA sơ khai phải được cắt bỏ các intrôn (không có cođon), rồi nối các êxôn (có các cođon) còn lại với nhau. Quá trình này gọi là chế biến hay xử lý RNA (RNA processing) khá phức tạp, không giới thiệu ở đây, mà trình bày chi tiết ở trang Phiên mã nhân thực (Eukaryotic transcription).